# Solsidan (säsong 5)
Den femte säsongen av Solsidan, en svensk TV-serie skapad av Felix Herngren, Jacob Seth Fransson, Ulf Kvensler och Pontus Edgren, hade premiär 18 oktober 2015 på TV4. 

## Handling
Säsongen är en fortsättning på förra säsongen. Fredde (Johan Rheborg) och Mickan (Josephine Bornebusch) har äktenskapsproblem och anlitar en parterapeut (Johan Ulveson). Mickan öppnar en skönhetssalong och Anna (Mia Skäringer) försöker få liv i sin karriär som skådespelare.

## Produktion
Återkommande gästskådespelare under säsongen var Johan Ulveson (parterapeut) och William Spetz (skönhetsterapeut). Därutöver medverkade bland andra David Batra, Ulla Skoog, Leif Andrée, Thérèse Andersson, Anne-Li Norberg, Rikard Ulvshammar, Charlott Strandberg och Erik Johansson.

## Avsnitt
| Nr i serien | Nr i säsongen | Titel              | Regissör                     | Manus                            | Sändningsdatum   | Tittarsiffror (miljoner) |
| --- | ------------- | ------------------ | ---------------------------- | -------------------------------- | ---------------- | ------------------------ |
| 41 | 1             | "Skönhetssalongen" | Måns Herngren                | Niclas Carlsson                  | 18 oktober 2015  | 1,981                    |
| Mickan och Lussan öppnar skönhetssalong, något som Fredde försöker avstyra. Anna uppträder som clown på Wilmas födelsedag men kan inte slå Ove i clowneri. Gästskådespelare: Johan Ulveson |               |                    |                              |                                  |                  |                          |
| 42 | 2             | "Parterapi"        | Måns Herngren                | Jacob Seth Fransson              | 25 oktober 2015  | 1,805                    |
| Mickan tvingar med Fredde på parterapi som straff för att han försökt stoppa hennes företag. Annas föräldrar skämmer bort Wilma. Alex låter utseende fälla avgörandet när han anställer en tandsköterska. Gästskådespelare: Johan Ulveson                                                                      |               |                    |                              |                                  |                  |                          |
| 43 | 3             | "Ecoplug"          | Hans Ingemansson             | Jesper Harrie                    | 1 november 2015  | 1,649                    |
| Anna och Alex vill belåna sin villa för att skaffa ett sommarhus. En stor ek skymmer sjöutsikten och drar ner värdet en miljon. Fredde tvingas att fortsätta gå i parterapi, men ett nytt problem dyker upp, snarkingar. Gästskådespelare: Johan Ulveson                                                       |               |                    |                              |                                  |                  |                          |
| 44 | 4             | "Provseparationen" | Hans Ingemansson             | Jesper Harrie                    | 8 november 2015  | 1,452                    |
| Fredde lyder Luddes råd att föreslå att de kanske ska skilda vägar för att få Mickan att sluta ifrågasätta deras förhållande. Anna får chansen att provfilma för en polisserie. Gästskådespelare: Johan Ulveson                                                                                                |               |                    |                              |                                  |                  |                          |
| 45 | 5             | "Fjällaporna"      | Niclas Carlsson/Eddie Åhgren | Jesper Harrie/Niclas Carlsson    | 15 november 2015 | 1,620                    |
| Alex hämnas på en man som stjäl hans parkeringsplats. Fredde åker till Norge på affärsresa och får oväntat sällskap av Ove. Anette känner sig ensam när Ove är bortrest och tar med sig Anna på en upplevelsepresent. Gästskådespelare: Leif Andrée och Ulla Skoog                                             |               |                    |                              |                                  |                  |                          |
| 46 | 6             | "Kontaktföräldern" | Niclas Carlsson/Eddie Åhgren | Jesper Harrie                    | 22 november 2015 | 1,373                    |
| Lussan och Mickan går på dubbeldejt. Alex försöker undvika att bli kontaktförälder på Wilmas dagis. Annas föräldrar har något viktigt att berätta. Gästskådespelare: David Batra |               |                    |                              |                                  |                  |                          |
| 47 | 7             | "Soptalibanen"     | Emma Bucht                   | Tova Magnusson                   | 29 november 2015 | 1,456                    |
| Fredde och Mickan provar på rollspel i ett försök att hitta tillbaka till varandra. Anna har fått en roll i en polisserie och går in i sin karaktär. Alex blir uppläxad av en beskäftig man på återvinningsstationen. Gästskådespelare: Erik Johansson                                                         |               |                    |                              |                                  |                  |                          |
| 48 | 8             | "Hunkvinet"        | Emma Bucht                   | Ulf Kvensler                     | 6 december 2015  | 1,475                    |
| Anna bleker tänderna bakom ryggen på Alex. Mickan och Lussan hamnar i en maktkamp om vd-skapet på skönhetssalongen. Fredde försöker bevisa för en kund att han inte har bögnoja. Gästskådespelare: William Spetz                                                                                               |               |                    |                              |                                  |                  |                          |
| 49 | 9             | "Klassåterträffen" | Måns Herngren                | Jacob Seth Fransson              | 13 december 2015 | 1,452                    |
| Det är återträff med Freddes, Alex, Anettes och Oves gamla klass. Fredde får veta att Mickan dejtat när de var provseparerade och går på återträffen med mottot yolo. Ove fixar barnvakt och tar åttiotalstemat på största allvar. Gästskådespelare: Thérèse Andersson, Rikard Ulvshammar, Charlott Strandberg |               |                    |                              |                                  |                  |                          |
| 50 | 10            | "4:a vid Nytorget" | Måns Herngren                | Ulf Kvensler/Jacob Seth Fransson | 20 december 2015 | 1,361                    |
| Anna vill flytta från Solsidan till Södermalm. Alex konflikträdsla och Freddes råd får oanade konsekvenser. Fredde vill vända blad efter klassåterträffen men Ove och Annette berättar för Mickan och äktenskapet står på spel. Gästskådespelare: Anne-Li Norberg                                              |               |                    |                              |                                  |                  |                          |